# 菲尔·S·巴兰
菲尔·S·巴兰（英語：Phil S. Baran，1977年8月10日—）是一位美国有机化学家，斯克里普斯研究所研究员，专攻复杂化合物的有机合成，曾获2013年麦克阿瑟奖。

## 早年及教育
菲尔于1977年8月10日生于新泽西州，并于佛罗里达州长大。自述高中时沉迷于角色扮演游戏和乐高玩具，并常常自编电脑程序。化学老师常鼓励他合成分子。1995年进入纽约大学攻读化学，受邀在舒斯特的实验室工作，目标是链接C60与卟啉，制备人工光合作用系统。
1997年获得学士学位。2001年获斯克里普斯研究所博士学位，其导师是专攻天然产物全合成的K·C·尼古劳教授。巴兰博士期间发表了34篇文章，写了1255页的毕业论文。2001年到2003年，跟随诺贝尔奖得主艾里亚斯·詹姆斯·科里做博士后研究。

## 研究生涯
2003年开始巴兰成为斯克里普斯研究所工作助教，2005年成为终身教授，2015年成为美国文理科学院院士，2017年当选美国国家科学院院士，他的小组完成了Palau'amine和Vinigrol等的全合成工作。